# De Daltons (televisieserie)
De Daltons is een bekroonde dramaserie voor de jeugd van Villa Achterwerk uit 1999. Rita Horst verzorgde de regie en Robert Alberdingk Thijm schreef het scenario voor de serie.

## Over de serie
De serie gaat over de zes en een half jaar oude Tim die drie broers heeft: Jelle, Erik en de veel jongere Daantje. Samen met hun ouders wonen ze aan de Daltonstraat 123. Ze worden daarom ook wel "De Daltons" genoemd. In iedere aflevering maken de broers iets mee, waarbij alles door de ogen van Tim wordt bekeken. De ene keer mag Tim met Jelle en Erik in een tent slapen, de andere keer wil hij op blokfluitles. Ook komen er nieuwe buren wonen en maakt Tim kennis met Gijs-Jan, een leeftijdsgenootje waarmee hij ook geregeld omgaat.
In 2007 werd een tweede serie uitgezonden, De Daltons, de jongensjaren (werktitel: "De Daltons, 7 jaar later"). Cinekid opende in 2007 met deze nieuwe serie: het was voor het eerst in de geschiedenis dat het mediafestival voor kinderen met een televisiedrama begon.

## Seizoenen

### 1999-2000: De Daltons
Tim maakt veel mee: hij mag met zijn broers in een tent slapen, vindt met hen een poesje en wil op blokfluitles, maar ook weer niet. Hij gaat op bezoek bij de pasgeboren baby Rosa en wil direct daarna ook een baby.
Afleveringen
1. Nieuwe buren
2. Boomclub
3. Broek
4. Zwembad
5. Kleine operatie
6. Tent
7. Rosa
8. Billy
9. Blokfluit
10. Museum

### 2007-2008: De Daltons, de jongensjaren
In 2006 begonnen de opnames voor "De Daltons, de jongensjaren". Hierin spelen dezelfde acteurs mee, alleen zijn ze nu allemaal zeven jaar ouder. Grotendeels dezelfde crew werkt aan de serie mee. Deze serie bestaat eveneens uit tien afleveringen. De eerste aflevering werd op 18 november 2007 op Nederland 3 uitgezonden.
Afleveringen
1. Een nieuwe tijd. In deze aflevering spelen onder andere Melody Klaver en Jorik Prins mee.[3]
2. Iedereen doet het
3. Trui
4. De oorlog thuis
5. Voorjaarsontwaken
6. Profimarkt
7. Bloed aan de paal
8. Elodie
9. Zomerregen
10. AmERIKa

## Rolverdeling
Hoofdpersonages:
- Mick Mulder - Tim
- Dajo Hogeweg - Jelle
- Matthijs van de Sande Bakhuyzen - Erik
- Oscar Kieft - Daantje (De Daltons)
- Theo van den Berge - Daantje (De Daltons, de jongensjaren)
- Willem van den Berge - Daantje (De Daltons, de jongensjaren)
- Peter Blok - Vader
- Carine Crutzen - Moeder

Overige personages:
- Rick Hartjes - Gijs-Jan
- Tessa Velsink - Elsbeth, zus van Gijs-Jan
- Joke Tjalsma - Moeder van Gijs-Jan
- Ella Snoep - Oude buurvrouw
- Peter Bolhuis - Enge achterbuurman
- Madelief Blanken - Tessa, vriendin Erik (De Daltons, de jongensjaren)

## Prijzen
De Daltons heeft diverse prijzen gewonnen:
- Nominatie Emmy Award
- Prijs van de Nederlandse filmkritiek 1999
- Nominatie Gouden Kalf beste tv drama tijdens het Nederlands Film Festival Utrecht 2000
- Gouden Zapper in de categorie televisieserie/drama
- Auburn International Film & Video festival for children and young adults: 3e plaats; Tadgell's Bluebell Honor Award
- Cinekid: Genomineerd in de categorie Kinder-en jeugdprogramma's
- Grote Kinderkast, televisieprijs in de categorie fictie